# Alex Britti MTV Unplugged
Alex Britti MTV Unplugged è un album di Alex Britti.

## Il disco
L'album fu registrato dal vivo il 29 settembre 2007 negli studi di Mtv Italia e commercializzato il 1º febbraio 2008 in un cofanetto contenente il CD e il DVD dell'evento. È il secondo MTV Unplugged italiano della storia (il primo fu quello di Giorgia del 2005).
L'album ha venduto 39 000 copie in italia.

## Tracce

### CD
1. Gelido (5:14)
2. Da piccolo (3:28)
3. Una su 1.000.000 (2:57)
4. Le cose che ci uniscono (4:34)
5. Prendere o lasciare (4:01)
6. Milano (7:12)
7. Come chiedi scusa (4:10)
8. 7.000 caffè (7:25)
9. Nomi (4:27)
10. Jazz (3:37)
11. Oggi sono io (4:08)
12. L'isola che non c'è (3:36)
13. Favole (3:21)
14. Solo una volta (o tutta la vita) (3:40)
15. Lo zingaro felice (3:08)
16. La vasca (4:10)

### DVD
1. Gelido
2. Da piccolo
3. Una su 1.000.000
4. La vita sognata
5. Le cose che ci uniscono
6. Prendere o lasciare
7. Milano
8. Come chiedi scusa
9. Polvere di marmo
10. Intro immagini
11. 7.000 caffè
12. Nomi
13. Jazz
14. Oggi sono io
15. L'isola che non c'è
16. Favole
17. Solo una volta (o tutta la vita)
18. Lo zingaro felice
19. La vasca

## Musicisti
- Alex Britti - voce, chitarra
- Emanuele Brignola - basso
- Stefano Sastro - tastiera, organo Hammond, pianoforte
- Luca Trolli - batteria
- Luca Scorziello - percussioni
- Gabriella Scalise - cori
- Monica Hill - cori

MIX - Marty Jane Roberts

## Classifiche
| Classifica (2008) | Posizione massima |
| ----------------- | ----------------- |
| Italia            | 13                |